# Семененко Данііл Олександрович
Данііл Олександрович Семене́нко — український військовик, кавалер ордена «За мужність» ІІІ ступеня

## Життєпис
Народився 25 грудня 1994 року у Києві. Провів дитинство в Бучі, де проживає його бабуся.
Закінчив одну зі столичних шкіл, після чого навчався на перекладача. Провчившись два роки, кинув університет і подав документи до Київського національного університету імені Тараса Шевченка. Здобув диплом бакалавра в КНУ ім. Тараса Шевченка за напрямом «Історія», спеціалізація «Археологія та музеєзнавство». Був активною людиною і дуже сильно любив гори. Був відомий як організатор походів.
У 2017 році влаштувався в Бучі на роботу в мотузковий парк. Там познайомився зі своєю майбутньою дружиною, переїхав до Бучі.
Як історик розумів невідворотність війни, тому почав готуватися до війни ще до повномасштабного вторгнення. Завчасно зібрав усі необхідні речі та домовився зі своїми товаришами, у разі наступу, піти добровольцями. Часто тренувався поводитися зі зброєю на полігонах та самостійно вивчав військову справу.
Після 24 лютого 2022 разом з товаришами доєднався до ССО «Азов» та став на оборону Києва. Займався патрулюванням вулиць.
Після того, як ССО «Азов» переформували у 3-тю Окрему штурмову бригаду Данііл став командиром відділення 2 самохідного артилерійського дивізіону у званні молодший сержант. Виконував завдання на Запорізькому напрямку та пройшов усі Бахмутські кампанії.
Після навчань, на початку лютого 2024 року, батальйон Данііла відправили на Авдіївський напрямок.
Молодший сержант 3 окремої штурмової бригади, командир дивізіонного взводу управління другого самохідного артилерійського дивізіону.

## Загибель
29 лютого разом з двома товаришами вирушив на бойове завдання, яке стало для нього останнім. Під час обстрілу врятував побратима від пострілу ворожого ПТУРа ціною власного життя. Військовому, якого Даня прикрив собою, вдалося вижити.
Похований 5 березня на Алеї Героїв у Бучі. Залишилися дружина і син.